# Andries de Maaker

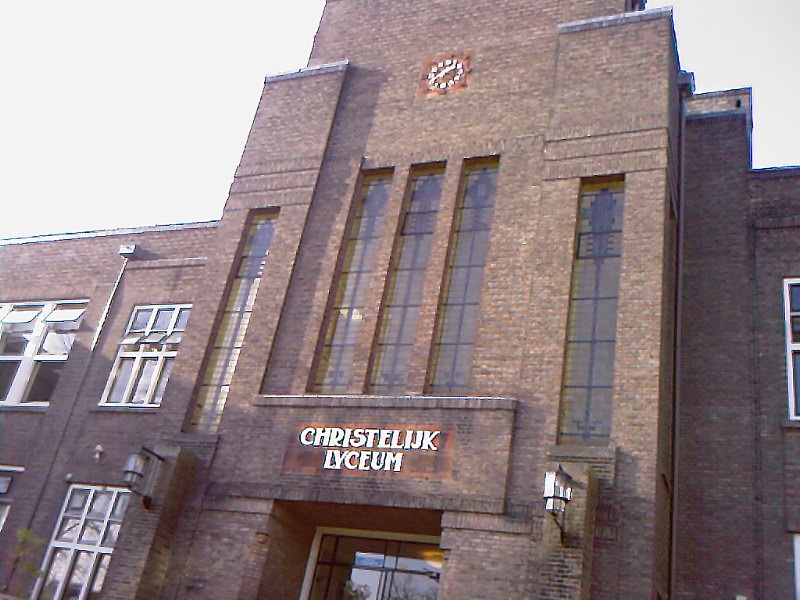
Eerste Christelijk Lyceum, Haarlem

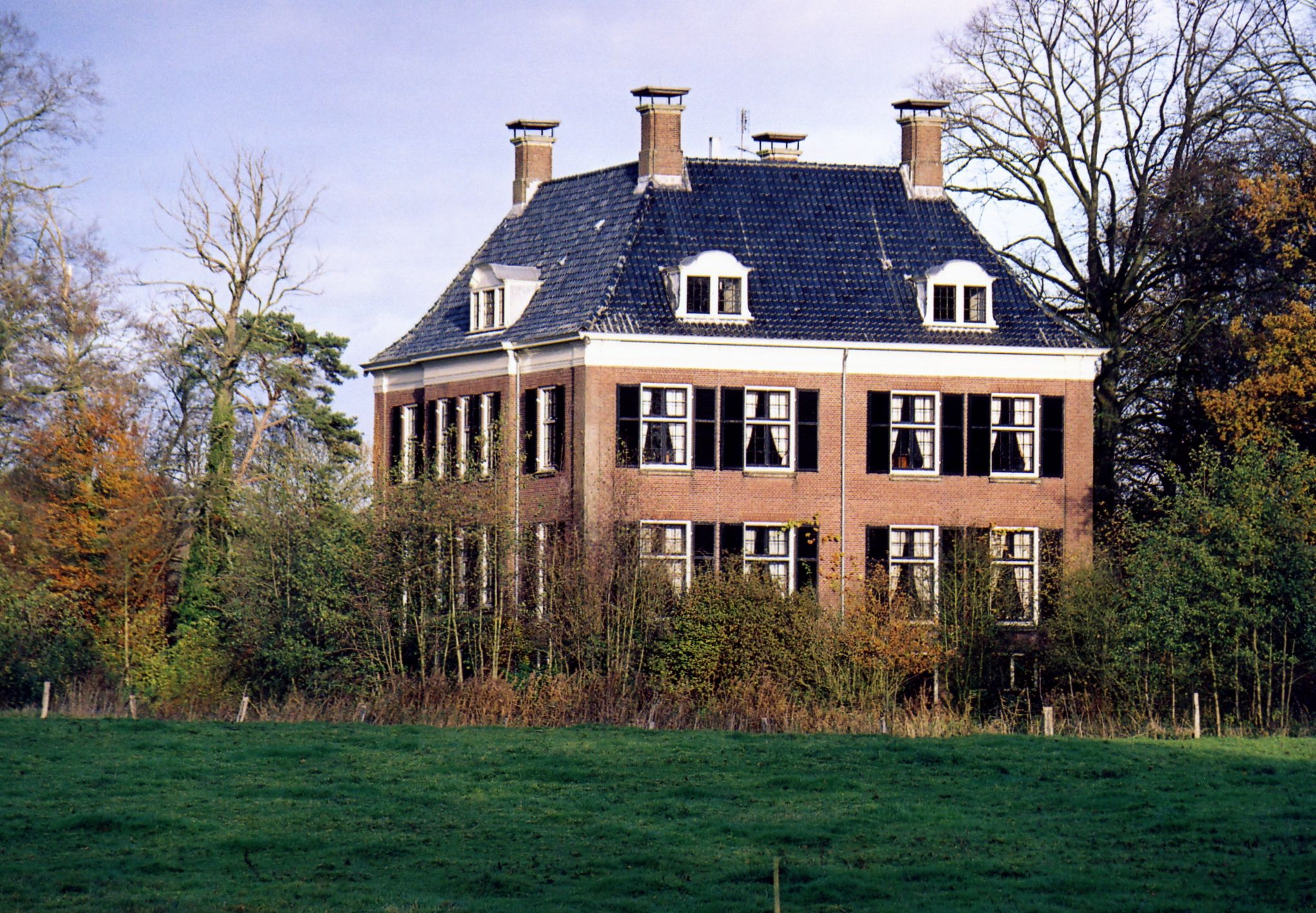
Landhuis Dorth

Andries de Maaker (Biezelinge, 9 oktober 1868 – Haarlem, 11 augustus 1964) was een Nederlands architect.
De Maaker begon als opzichter bij de architect Johannes Wolbers (1858-1932). Later vestigde hij zich als zelfstandig architect.
Enkele door Andries de Maaker ontworpen bouwwerken:
- Nieuwe gebouwen op de buitenplaatsen Leyduin en Vinkenduin (1921, 1925) te Vogelenzang (Bloemendaal)
- Het Eerste Christelijk Lyceum, Haarlem, 1925
- Huis Archem te Ommen, omstreeks 1925
- Kennemeroord, landhuis, Heemstede, 1926, afgebroken in 1959
- Landgoed Dorth, nieuw landhuis, 1930
- Poortwoningen en badhuis op het landgoed Singraven, te Denekamp, 1937